# 태풍 3693호
태풍 3693호는 1936년 8월 26일~28일에 당시 일제강점기 (현재의 대한민국 및 북한)를 내습한 태풍이다.

## 개요
3693호는 '1936년에 발생한 태풍으로 일본이 조선에서 태풍 관측을 처음 시작한 이래 93번째 태풍'이라는 뜻이다. 현대의 SSHS 등급으로 환산하면 최소 4등급 이상의 슈퍼태풍이었을 것으로 추정된다. 8월 27일 오후 중 한반도 서남해안에 상륙하면서 전국에 걸쳐 막대한 피해를 끼쳤는데, 이로 인한 사망·실종자는 무려 1232명에 달했다. 이에 이 태풍은 근대 기상 관측이 시작된 이래 한반도에 가장 많은 인명피해를 야기한 태풍으로 기록되었다.
| 순위 | 태풍 번호 | 태풍 이름 | 사망·실종(명) |
| ---- | --------- | --------- | ------------- |
| 1위  | 3693      | 3693호    | 1,232         |
| 2위  | 2353      | 2353호    | 1,157         |
| 3위  | 5914      | 사라      | 849           |
| 4위  | 7214      | 베티      | 550           |
| 5위  | 2560      | 2560호    | 516           |
| 6위  | 1428      | 1428호    | 432           |
| 7위  | 3383      | 3383호    | 415           |
| 8위  | 8705      | 셀마      | 345           |
| 9위  | 3486      | 3486호    | 265           |
| 10위 | 0215      | 루사      | 246           |

## 주요 관측값

### 최저해면기압
- 제주 959.4hPa
- 목포 975.4hPa
- 대구 978.5hPa

### 최대풍속
- 제주 35.8m/s
- 부산 28.4m/s
- 울산 25.3m/s

### 일최다강수량
- 목포 186.6mm
- 강릉 171.3mm
- 제주 114.9mm

### 총 강수량 (8월 26~28일)
- 강릉 358.3mm
- 인천 237.0mm
- 목포 230.0mm

| 순위 | 태풍 번호 | 태풍 이름     | 최저 해면 기압 | 관측 연월일 | 관측 장소 |
| ---- | --------- | ------------- | -------------- | ----------- | --------- |
| 1위  | 5914      | 사라          | 951.5 hPa      | 1959/9/17   | 부산      |
| 2위  | 0314      | 매미          | 954.0 hPa      | 2003/9/12   | 통영      |
| 3위  | 2009      | 마이삭        | 957.0 hPa      | 2020/9/03   | 거제      |
| 4위  | 2010      | 하이선        | 957.6 hPa      | 2020/9/07   | 부산      |
| 5위  | 3693      | (태풍 3693호) | 959.4 hPa      | 1936/8/27   | 제주      |
| 6위  | 0014      | 사오마이      | 959.6 hPa      | 2000/9/16   | 통영      |
| 7위  | 2211      | 힌남노        | 959.7 hPa      | 2022/9/6    | 부산      |
| 8위  | 8705      | 셀마          | 961.5 hPa      | 1987/7/15   | 서귀포    |
| 9위  | 8712      | 다이너        | 961.7 hPa      | 1987/8/31   | 부산      |
| 10위 | 1215      | 볼라벤        | 961.9 hPa      | 2012/8/28   | 흑산도    |